# Erkki Kulovesi

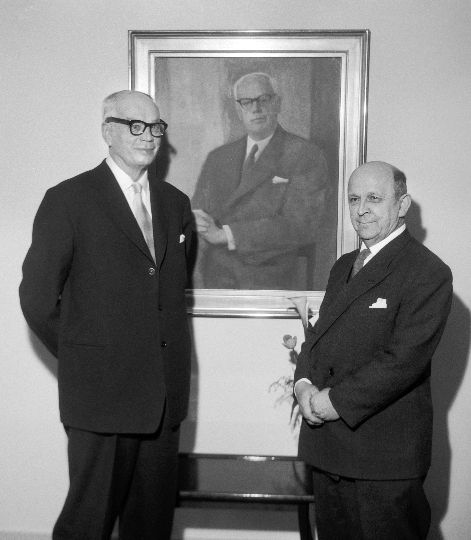
Erkki Kulovesi (t.h.) med Otto Wuorio och hans porträtt år 1958.

Erkki Ferdinand Kulovesi, till 1906 Ringbom, född 2 april 1895 i Tammerfors, död 9 februari 1971 i Helsingfors, var en finländsk målare.
Kulovesi påbörjade juridiska studier, men övergick snart till bildkonsten. Han studerade först vid Helsingfors universitets ritsal 1915–1917 under Eero Järnefelts ledning och därefter fyra–fem år bland annat vid Académie Colarossi och för André Lhote i Paris. Han ställde ut första gången 1919.
Kulovesi var en kultiverad, av fransk konst inspirerad målare, som dock stod på nationell grund. Han målade figurbilder, stilleben, stadsbilder och landskap. Han var även en skicklig porträttmålare, tecknare och grafiker.
Kulovesi erhöll många pris i tävlingar om offentliga konstverk. Han undervisade vid Finska Konstföreningens ritskola 1939, Helsingfors universitets ritsal 1932, 1935–1937 och Fria konstskolan 1937. Han innehade många förtroendeuppdrag och var bland annat Konstnärsgillets ordförande 1949–1953, Konstgrafikernas, som han varit med om att grunda, ordförande 1957–1963 och ordförande i Helsingfors konsthalls styrelse 1961. Som ordförande för Nordisk Grafik Union verkade han 1965–1966. Finlands Konstgrafiker anordnade 1976 en minnesutställning över honom som tecknare och grafiker.
Kulovesi erhöll Pro Finlandia-medaljen 1959 och professors titel 1964.

### Uppslagsverk
- Kulovesi, Erkki i Uppslagsverket Finland (webbupplaga, 2012). CC-BY-SA 4.0